# Bajm

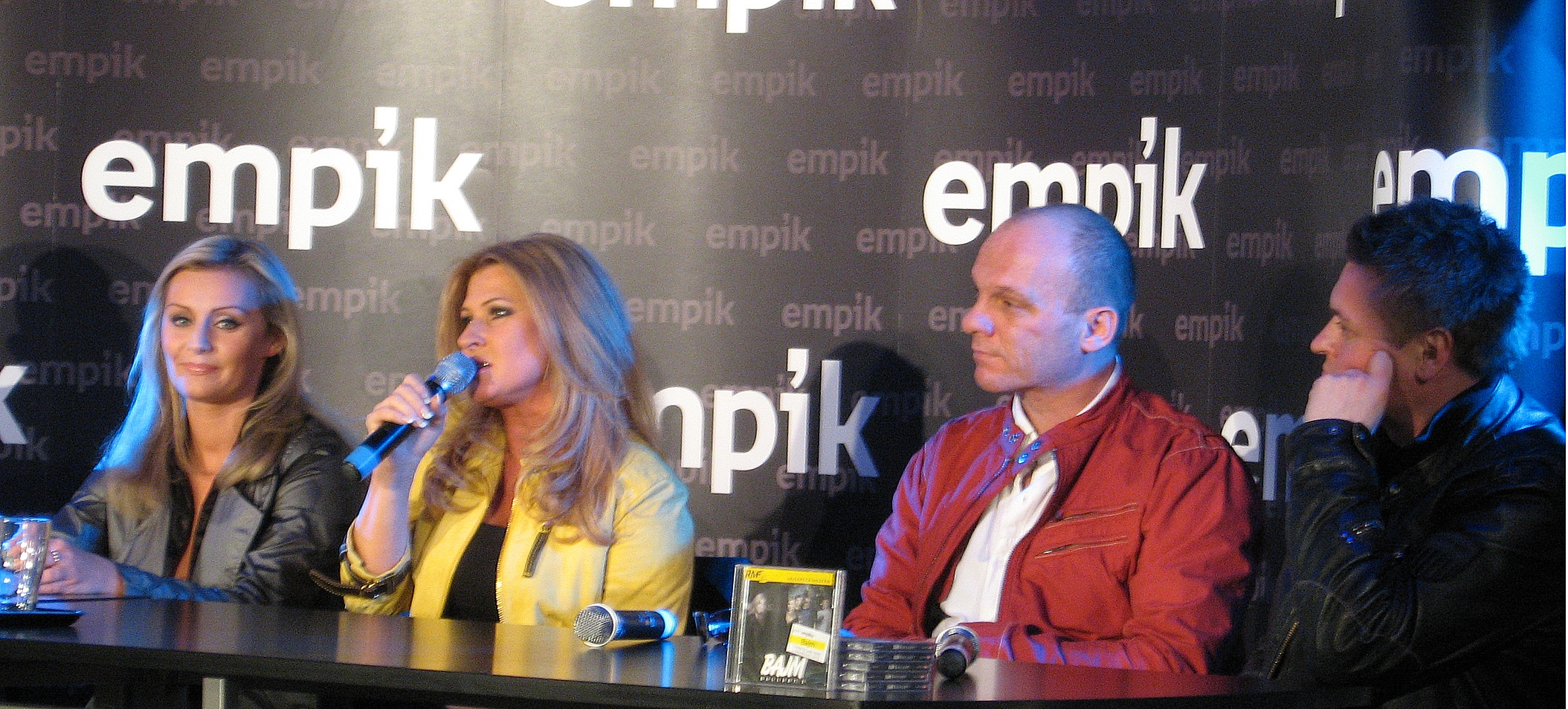
Bajm (2008)

Bajm ist eine polnische Rock-Pop-Band, die 1978 in Lublin gegründet wurde. Der Name ist ein Akronym aus den Anfangsbuchstaben der Vornamen der Bandmitglieder.

## Werdegang
Die ursprünglichen Mitglieder der Band waren Beata Kozidrak, Andrzej Pietras, Jarek Kozidrak und Marek Winiarski. Die heutige Band bilden neben Beata Kozidrak die neu dazugekommenen Adam Drath, Piotr Bielecki, Maria Dobrzańska, Artur Daniewski und Krzysztof Nieścior.
Die Band wurde nach ihrem Debütauftritt 1978 bei dem Landesfestival des Polnischen Liedes in Oppeln landesweit bekannt, wo sie den zweiten Platz erzielte.

## Diskografie

### Alben
- 1983: Bajm
- 1984: Martwa woda
- 1986: Chroń mnie
- 1988: Nagie skały
- 1990: Biała armia
- 1992: The Best I
- 1993: Płomień z nieba (PL: Platin)[1]
- 1993: The Best II
- 1995: Etna
- 1997: Ballady (PL: ×2Doppelplatin )
- 2000: Szklanka wody (PL: ×2Doppelplatin )
- 2003: Martwa woda (neue Version des zweiten Albums)
- 2003: Myśli i słowa (PL: Platin)
- 2008: Ballady 2 (PL: Gold)

### Singles (mit Auszeichnungen)
- 2019: Miasto szcześcia (Miuosh feat. Bajm, PL: Gold)